# Houcine Benayada
Houcine Benayada (Orano, 8 agosto 1992) è un calciatore algerino, difensore del CR Belouizdad e della nazionale algerina.

## Carriera

### Club
Ha giocato nella prima divisione algerina ed in quella tunisina.

### Nazionale
Ha esordito in nazionale nel 2019; è stato convocato per la Coppa delle nazioni africane 2021.

## Palmarès

### Club

#### Competizioni nazionali
- Campionato algerino: 2

USM Alger: 2015-2016
CS Constantine: 2017-2018

### Nazionale
- Coppa araba FIFA: 1

Qatar 2021